# Zagorá-Mouresi
Zagorá-Mouresi (griego: Ζαγορά-Μουρέσι) es un municipio de la República Helénica perteneciente a la unidad periférica de Magnesia de la periferia de Tesalia.
El municipio se formó en 2011 mediante la fusión de los antiguos municipios de Mouresi y Zagorá (la actual capital municipal), que pasaron a ser unidades municipales. El municipio tiene un área de 150,3 km².
En 2011 el municipio tenía 5809 habitantes.
Se sitúa en la costa del mar Egeo situada justo al este de Volos.